# Corononcodes manningi
Corononcodes manningi är en tvåvingeart som beskrevs av Barraclough 2001. Corononcodes manningi ingår i släktet Corononcodes och familjen kulflugor. Inga underarter finns listade i Catalogue of Life.